# Remetské Hámre
Remetské Hámre – wieś (obec) na Słowacji położona w kraju koszyckim, w powiecie Sobrance. Pierwsze wzmianki o miejscowości pochodzą z roku 1828.
Według danych z dnia 31 grudnia 2012, wieś zamieszkiwało 611 osób, w tym 293 kobiety i 318 mężczyzn.
W 2001 roku rozkład populacji względem narodowości i przynależności etnicznej wyglądał następująco:
- Słowacy – 98,1%
- Czesi – 1,31%
- Niemcy – 0,29%
- Polacy – 0,15%
- Węgrzy – 0,15%